# Macy's
Macy's es una reputada cadena estadounidense de grandes almacenes fundada en 1858 por Rowland Hussey Macy.
Su tienda más emblemática se encuentra en Herald Square, Ciudad de Nueva York y desde 1924 ostentó el récord de ser la "tienda más grande del mundo" durante décadas. En la actualidad, tiene una superficie comercial similar a Harrods en Londres, superadas ambas por las Galeries Lafayette Haussmann de París. La compañía se expandió comercialmente con numerosas tiendas en las áreas urbanas más importantes de las principales regiones de los Estados Unidos, llegando a alcanzar un total de 810 tiendas en septiembre de 2008, que posteriormente se vieron reducidas en un tercio por la crisis económica y la irrupción del comercio en línea.
La compañía organiza el Macy's Thanksgiving Day Parade, un conocido desfile celebrado anualmente en las calles de la ciudad de Nueva York desde 1924. La compañía también patrocina el espectáculo de fuegos artificiales del Cuatro de Julio, que comenzó en 1976.

## Historia

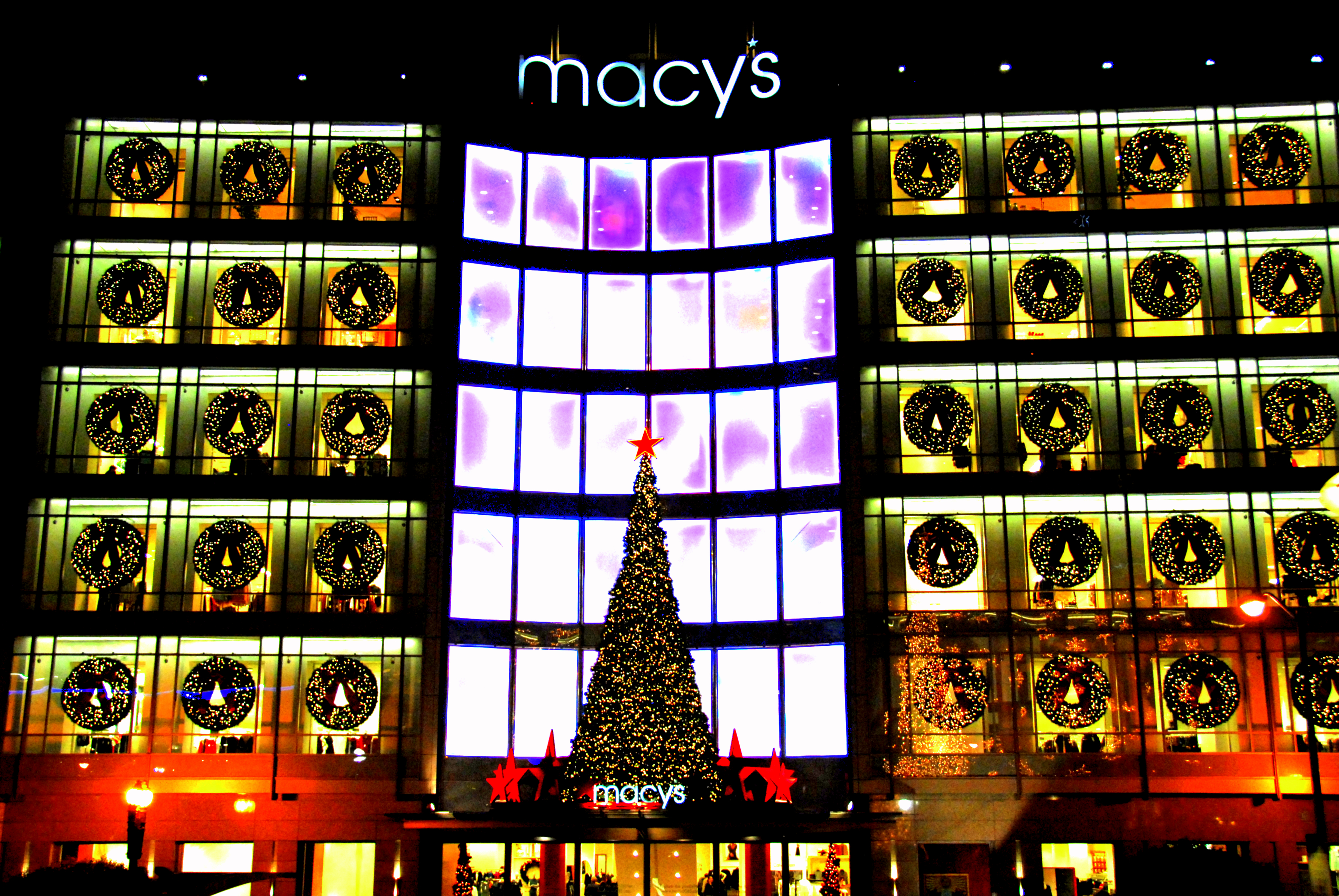
Decoraciones navideñas en una tienda Macy's de San Francisco, California.

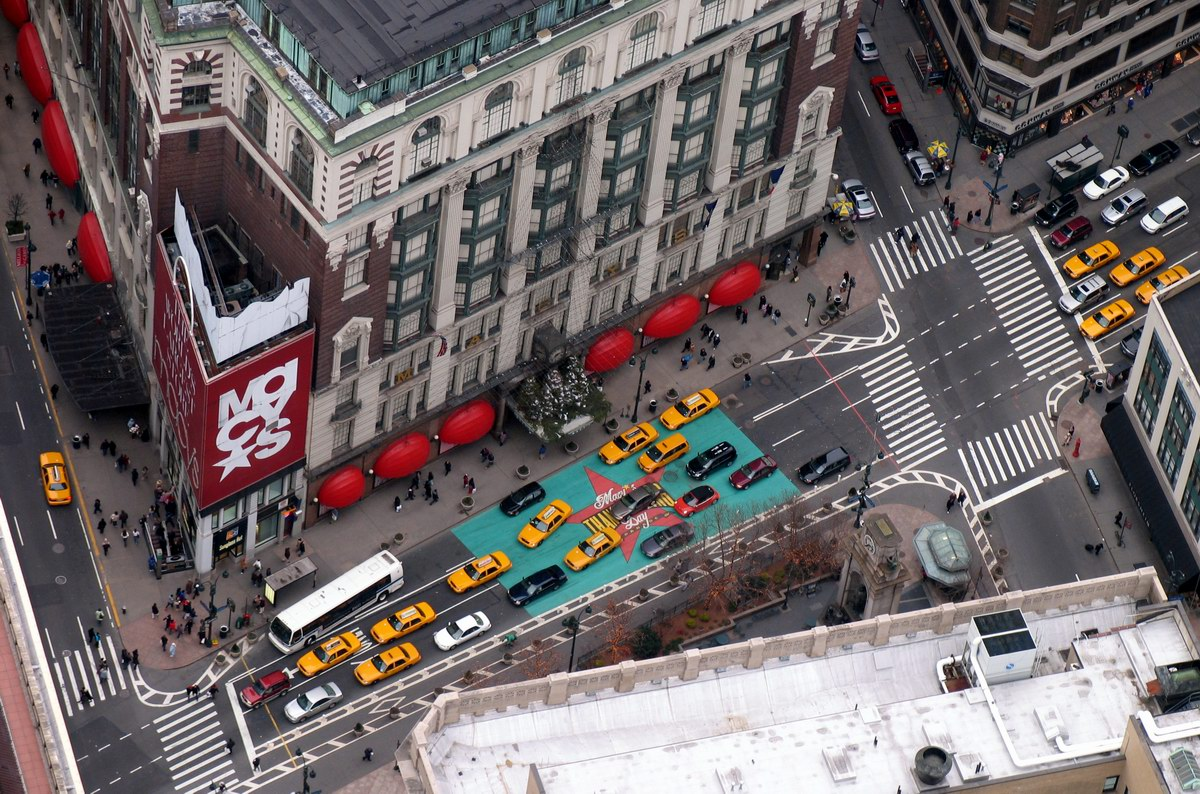
Vista de Macy's desde el Edificio Empire State.

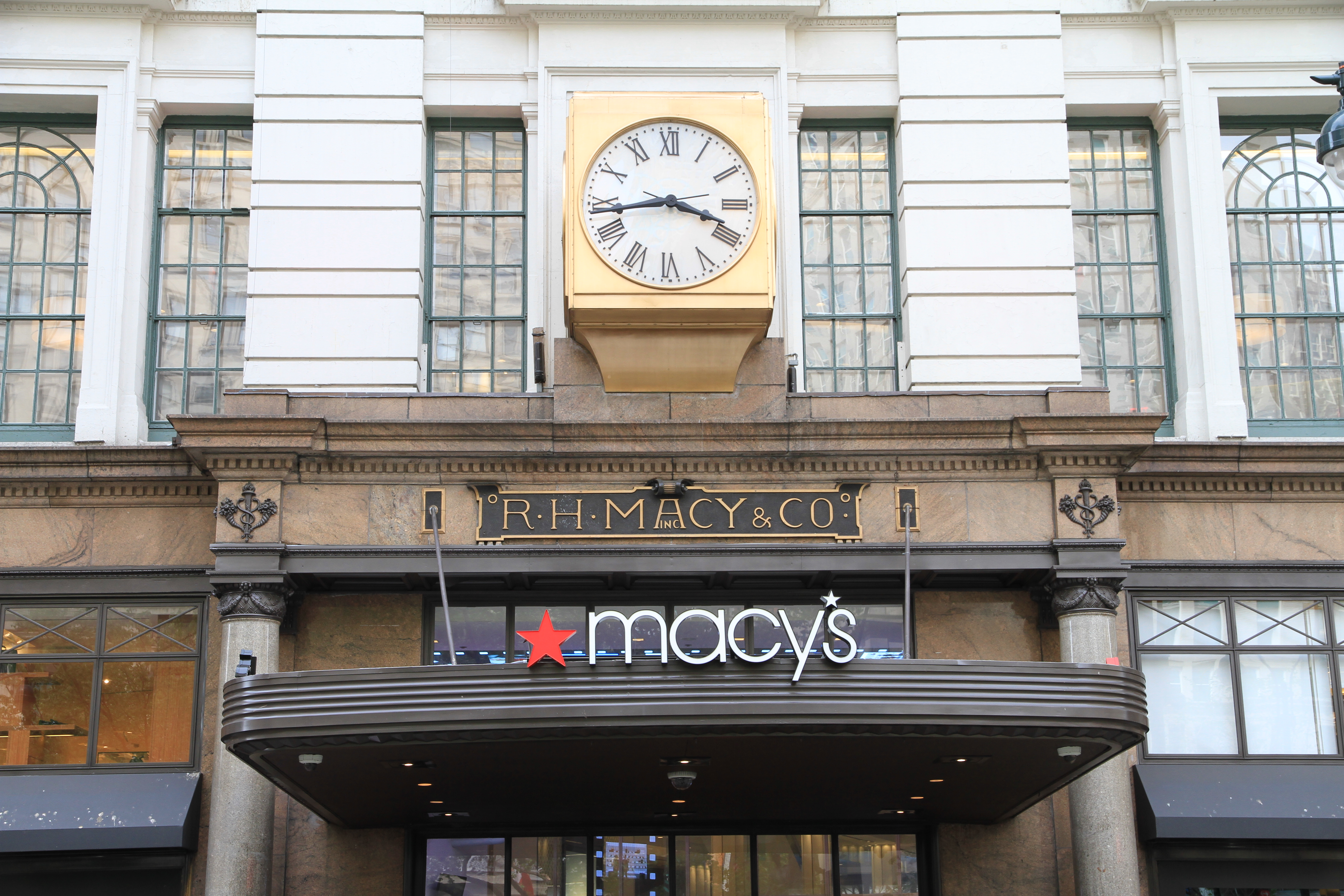
Detalle de la entrada principal

Macy's fue fundada en 1829 por Rowland Hussey Macy, un hombre de negocios. El 28 de octubre de 1858 abrió la primera tienda y las ventas totales fueron de $11.06. Desde el principio, el logo de la tienda ha sido una estrella que provino de un tatuaje que Macy se había hecho cuando era joven. En 1851 Macy había establecido una tienda de mercancía seca en el centro de Nantucket, Massachusetts que inicialmente había servido como una comunidad de caza de ballenas. Macy se movió a la ciudad de Nueva York y estableció una nueva tienda llamada "R. H. Macy & Company" en la esquina de la Calle 14 y la 6.ª Avenida, después se expandió a la Calle 18 y a Broadway, en "Ladies' Mile", el distrito de la élite en el siglo XIX, y aún permanece ahí.
En 1875, Macy se juntó con dos socios: Robert M. Valentine; y Abiel T. La Forge, y justo dos años después en 1877 murió Macy de una enfermedad renal.
En 1893, R. H. Macy & Co. fue adquirida por Isidor Straus y su hermano, Nathan Straus, que había obtenido la licencia para vender porcelana y otros productos en Macy's. En 1902, la tienda principal se movió a Herald Square en la Calle 34 y Broadway. Aunque la tienda en Herald Square consistía principalmente de un solo edificio, fue expandido con nuevas construcciones, y posteriormente la tienda empezó a ocupar toda la cuadra desde la 7.ª Avenida en el oeste, Broadway en el este, y la Calle 34 en el sur y la Calle 35 en el norte. Aunque hubo algunas excepciones en la cuadra con los edificios pequeños, en la esquina de la Calle 34 y Broadway, en la cual se les autorizó por medio de un acuerdo tener bolsas y letreros de Macy's en los edificios localizados en las Calles 35 7.
El edificio original R. H. Macy and Company Store en Broadway, fue construido entre 1901–02 por la firma de arquitectos De Lemos & Cordes. El edificio tiene una fachada palladiana, pero en los últimos años[¿cuándo?] se le añadieron otras elementos arquitectónicos. También se hicieron remodelaciones hacia el oeste en 1924, 1928 y 1931, todo diseñado por el arquitecto Robert D. Kohn. Todos los edificios tienen un estilo art déco. Recientemente el edificio fue designado como un Lugar Nacional de Interés Histórico. Cuenta con una de las pocas escaleras eléctricas de madera aún en funcionamiento.

### Expansión
Macy's pasó por un periodo de expansión durante los años 1920 y 1930. La empresa pasó a ser pública en 1922 y empezó a abrir tiendas en los alrededores de Nueva York y Long Island. También se hicieron varias adquisiciones a las afueras de la ciudad de Nueva York. Las tiendas departamentales en Toledo (LaSalle & Koch 1924), Atlanta (Davison-Paxon-Stokes 1929), Newark (L. Bamberger & Co. 1929), San Francisco (O'Connor Moffat & Company 1945) y Kansas City (John Taylor Dry Goods Co. 1947) fueron compradas durante ese tiempo. O'Connor Moffat cambió de nombre a Macy's San Francisco en 1947, luego se convirtió en Macy's California, y John Taylor cambió a Macy's Missouri-Kansas en 1949. Las tiendas en Toledo mantuvieron su nombre de LaSalle's hasta 1984, convirtiéndose en las tiendas Macy's Midwest. Estas tiendas fueron vendidas a Elder-Beermen en 1986. Esta tienda consta de trece plantas, la mayoría de ropa.
Macy's New York empezó a abrir tiendas a las afueras del área histórica comercial de Nueva York–Long Island en 1983, con una ubicación en Aventura Mall en Aventura, Florida (un suburbio de Miami), seguida por varias ubicaciones en Plantation, Florida (ahora en Fashion Mall hacia Broward Mall desde la adquisición de Burdine), Houston, Nueva Orleans, y Dallas. La tienda Davison's en Atlanta cambió de nombre a Macy's Atlanta a principio de 1985 con la consolidación de Macy's Midwest (anteriormente como las tiendas Taylor y LaSalle's en Kansas City y Toledo, respectivamente), pero a finales de 1985, Macy's se decidió vender todas sus ubicaciones Midwest. Bamberger's, la cual se había expandido en toda el área de Nueva Jersey, en la Gran área metropolitana de Delaware en los años 1960 y 1970, al igual que en Nanuet, Nueva York (sur de Rockland County); y hacia el área metropolitana de Baltimore a inicios de los años 1980, cambió de nombre a Macy's New Jersey en 1986.
En Puerto Rico, Macy's hace su apertura el 30 de octubre de 2000, en el centro comercial Plaza Las Américas en Hato Rey, San Juan, con una extensión de 23.700m². También abrió en 2015 en el centro comercial Plaza del Caribe, en la ciudad de Ponce, un espacio de 14.000m².
El 27 de febrero, Macy’s emitió un comunicado para dar a conocer el cierre de 150 sucursales físicas en Estados Unidos. La decisión de la compañía llega un mes después de que la empresa confirmara el despido del 3,5% de su plantilla laboral, además del cierre de cinco sucursales en la Unión Americana.